# Lactuca sororia
Lactuca sororia là một loài thực vật có hoa trong họ Cúc. Loài này được Miq. mô tả khoa học đầu tiên năm 1865.